# Genesee (Idaho)
Genesee é uma cidade localizada no estado americano de Idaho, no Condado de Latah.

## Demografia
Segundo o censo americano de 2000, a sua população era de 946 habitantes.
Em 2006, foi estimada uma população de 861, um decréscimo de 85 (-9.0%).

## Geografia
De acordo com o United States Census Bureau tem uma área de
1,7 km², dos quais 1,7 km² cobertos por terra e 0,0 km² cobertos por água.

## Localidades na vizinhança
O diagrama seguinte representa as localidades num raio de 20 km ao redor de Genesee.